# آتاکامیت
آتاکامیت (Atacamite) با فرمول شیمیایی Cu2Cl(OH)3 کانیی است تقزیبا کمیاب، که می‌توان آن را در شیلی، مکزیک، استرالیا و ایتالیا پیدا کرد. همچنین این کانی از نظر سختی، شکننده محسوب می‌شود.